# Порко Росо
Порко Росо (јап. 紅の豚, Kurenai no Buta – прим. прев. „Гримизна свиња“) јапански је анимирани филм из 1992. године. Базиран је на манги Hikōtei Jidai коју је написао Хајао Мијазаки, режисер филма. Филм је анимирао студио Гибли, уз помоћ компаније Telecom Animation Film. Музику је компоновао Џо Хисаиши, а песме Le Temps des cerises и Once in a While, Talk of the Old Days отпевала је Токико Като.
Порко Росо је 2006. године на српски синхронизовао студио Призор, и заједно са филмовима Зачарани град, Краљевство мачака, Мој комшија Тоторо и Замак на небу, продаван је у виду ДВД сета.

## Радња
Прича се одвија након Првог светског рата и прати италијанског пилота званог Марко Роселини који је из непознатих разлога трансформисан у антропоморфну свињу. Он проводи дане ловећи „ваздушне пирате,“ наизглед равнодушан према целој ситуацији.

## Развој
Порко Росо је испрва требало да буде краткометражни филм, направљен по угледу на Мијазакијеву мангу Hikōtei Jidai („Доба летећег брода”), који би се пуштао на летовима компаније -Japan Airlines}-. Прича је требало да се одвија у Далмацији, али због ратова у Југославији, многе ствари су измењене и тон филма је постао озбиљнији. Упркос томе, јапанска авио-компанија је остала главни инвеститор, и пуштала филм на својим летовима пре него што је премијерно приказан у биоскопу. Уводни текст филма је због тога исписан на јапанском, италијанском, корејском, енглеском, кинеском, шпанском, арапском, руском, француском и немачком језику.

## Емитовање
Порко Росо је премијерно емитован 18. јула 1992. године у Јапану. Дистрибуцију је вршила компаније Тохо. Прво ВХС издање филма изашло је 1993., а друго 23. априла 1999. године. ДВД издање изашло је 18. децембра 2002., па 16. јула 2014. године. Блу-реј верзија објављена је 6. новембра 2013. године.
У Србији, филм је премијерно продаван у виду ДВД сета 2006. године, заједно са филмовима Зачарани град, Краљевство мачака, Мој комшија Тоторо и Замак на небу. Дистрибуцију је вршила компанија M Export Import. Филм је био титлован и синхронизован; синхронизацију је вршио студио Призор.

## Улоге
| Улога                       | Јапански глас                     | Српски глас                      |
| --------------------------- | --------------------------------- | -------------------------------- |
| Порко Росо / Марко Роселини | Шуичиро Моријама                  | Милан Чучиловић                  |
| Доналд Куртис               | Акио Оцука                        | Марко Марковић                   |
| Фио Пиколо                  | Акеми Окамура                     | Марија Вицковић                  |
| Госпођица Ђина              | Токико Като                       | Јована Цветковић                 |
| Господин Пиколо             | Санши Кацура                      | Марко Живић                      |
| Мајор Ферари                | Махито Цуџимура                   | Марко Живић                      |
| Шеф Маме Ајуто              | Цунехико Камиџо                   | Марко Живић                      |
| Остале улоге                | Реизо Номото Осаму Сака Ју Шимака | Бојан Лазаров Теодора Викторовић |

- Режија и тонска обрада синхронизације: Данило Вукотић

## Пријем
Филм је 1992. године освојио прво место на Маиничијевом такмичењу за најбољи филм у категорији за анимацију, као и прво место на Интернационалном фестивалу филма у Анси 1993. године.
Вилсон Маклохлан (Left Field Cinema) сматра да је Порко Росо „веома потцењен Гиблијев филм“. Џенет Кецули (The New York Times) је у својој рецензији написала: „Мијазаки је створио шарени микс фантастике и историје, који је једнако неодољив као и његов феминизам“. Роберт Парди (TV Guide) је филму дао оцену четири од пет, уз коментар: „Филм подсећа на холивудске ратно-авантуристичке филмове, уз додатак летеће свиње... Овај анимирани спектал је прелеп и даје интересантан поглед на јунаштво...“

## Наставак
Мијазаки је 2011. године објавио да жели да уради наставак, дајући му назив Порко Росо: Последњи лет (енгл. Porco Rosso: The Last Sortie). Додао је да би се прича одвијала за време Шпанског грађанског рата, и да жели да Хиромаса Јонебајаши буде режисер филма. Упркос томе, студио Гибли је објавио да наставак још увек није у плану.

## Спољашњи извори
- Порко Росо на веб-сајту  (језик: енглески)